# Fjädervingar
Fjädervingar (Ptiliidae) är en familj i insektsordningen skalbaggar som innehåller över 500 kända arter över hela världen.
Fjädervingarna hör till de minsta skalbaggarna och flertalet arter har en kroppslängd på omkring 1 millimeter. Ett fåtal kända arter i familjen blir upp till 2 millimeter långa. De minsta kända arterna har en kroppslängd på endast 0,2 millimeter. Ett kännetecken för familjen är att flygvingarna är mycket smala och fjädrade, på samma sätt som hos många andra mycket små insekter, som till exempel trips. 
Fjädervingar förekommer ofta i multnande organiskt material och flera arter är också knutna till svampar. Det är troligt att de livnär sig på svampsporer.

## Omnämnda arter
- Nelloptodes gretae är en av arterna i familjen, som namngavs efter klimataktivisten Greta Thunberg i oktober 2019 av Michael Darby vid Natural History Museum i London. [1] Skalbaggen, som är gul, under en millimeter lång, saknar vingar och ögon, och har två antenner som ser ut som flätor, upptäcktes i Nairobi, Kenya 1965 av Dr William C. Block och har väntat i ett 50-tal år på att bli namngiven[2],  och det är okänt om internationella namnsättningskommittén har godtagit förslaget. I reglerna finns en paragraf om att ett namn inte får förolämpa någon person.[3]